# Lasse Almebäck
Lasse Almebäck, egentligen Lars Erik Johan Almebäck, född 27 oktober 1962 i Brännkyrka församling, Stockholm, är en svensk skådespelare. Han är verksam som psykolog och barnpsykolog.

## Filmografi
- 1996 – Jerusalem
- 1996 – Ett sorts Hades
- 2002 – Mitt namn var Sabina Spielrein

### Fotnoter
1. ↑  ”Lasse Almebäck”. Svensk Filmdatabas. http://www.sfi.se/sv/svensk-filmdatabas/Item/?type=PERSON&itemid=230253&ref=%2ftemplates%2fSwedishFilmSearchResult.aspx%3fid%3d1225%26epslanguage%3dsv%26searchword%3dlasse+almeb%C3%A4ck%26type%3dPerson%26match%3dBegin%26page%3d1%26prom%3dFalse. Läst 20 september 2012.
2. ↑  ”Lasse Almebäck”. Psykologiguiden.se. Arkiverad från originalet den 18 april 2013. https://archive.is/20130418091759/http://www.psykologiguiden.se/www/pages/?PSID=1159. Läst 20 september 2012.